# (2261) Keeler
(2261) Keeler és un asteroide que pertany al cinturó d'asteroides, descobert el 20 d'abril de 1977 per Arnold Klemola des de l'Observatori Lick, Califòrnia, Estats Units.
Provisionalment va ser designat com 1977 HC. Va ser anomenat Keeler en honor de l'astrònom nord-americà James Edward Keeler.